# Hockey Geldrop
Hockey Geldrop is een Nederlandse hockeyclub uit de Noord-Brabantse plaats Geldrop.

## Geschiedenis
Op 23 oktober 1941 werd er bij een vergadering van Sportvereniging Geldrop besloten tot oprichting van een afdeling Hockey Heren. In totaal wordt begonnen met vijfentwintig leden. Eind dat jaar sluiten nog enkele dames zich aan in een apart onderdeel. Op 21 mei 1942 wordt er besloten tot fusie en oprichting van Hockey Geldrop. Echter verbood de procureur-generaal van het Gerechtshof 's-Hertogenbosch de oprichting in eerste instantie, met het argument dat het een gevaar zou vormen voor de openbare orde en veiligheid. Het was oorlogstijd en de Duitse bezetting wilde niet hun grip op de samenleving verliezen. Later komt er toch goedkeuring en worden op 19 september 1942 de statuten goedgekeurd, waarmee ook de officiële datum van oprichting wordt vastgesteld op 21 mei 1942. Op 4 oktober 1942 wordt de eerste competitiewedstrijd gespeeld.

## Accommodatie
In de eerste jaren speelde Hockey Geldrop zijn wedstrijden aan de Aalsterweg in Eindhoven. In 1957 verhuisde de club naar Sportpark De Bronzenwei, gelegen aan de Gijzenrooiseweg in Geldrop.

### Velden
Na de verhuizing in 1957 naar de Bronzenwei had de club beschikking over 2 eigen grasvelden. In 1985 kreeg het als een van de laatste hockeyclubs in de regio zijn eerste kunstgrasveld. Nadat de Bronzenwei in 1990 uit particuliere handen verdween en de clubs en gemeente eigenaar werden, werd het hele park opnieuw ingericht. De club kreeg 2 kunstgrasvelden (zand) en kon uitwijken naar 2 extra grasvelden, bijvoorbeeld bij ruimtegebrek. De velden werden later vervangen door kunstgrasvelden. Het laatste grasveld van de club werd in 2013 omgebouwd naar een blauw semi-waterveld. Later zijn verschillende velden geüpgraded.
| Veld | Ligging | Soort veld | Kleur | Datum ingebruikename | Opmerkingen/faciliteiten         |
| ---- | ------- | ---------- | ----- | -------------------- | -------------------------------- |
| 1    | NO      | Water      | Groen | 31 juli 2020         | Hoofdveld; scorebord, videotoren |
| 2    | NW      | Semi-water | Blauw | 20 juli 2015         | 8-tal cirkels                    |
| 3    | ZO      | Zand       | Groen | Niet bekend          | 8-tal cirkels                    |
| 4    | ZW      | Semi-water | Blauw | 24 augustus 2013     | Tribune                          |
| Mini | O       | Kunstgras  | Groen | 31 juli 2020         | Mini speelveldje                 |

### Overige faciliteiten
Naast de velden bestaat het terrein van Hockey Geldrop uit een clubhuis, met een instructielokaal. In 2006 is een aanbouw geplaatst die 5 kleedkamers (waarvan 1 voor de arbitrage), met douches huisvest. Ook zijn de trainings- en keepersmaterialen, keeperskluizen en medische hulpmiddelen (AED, verbandtrommel e.d.) in de aanbouw opgeslagen.

## Tenue
Het originele idee voor het tenue was: een blauw shirt, witte broek en rode kousen. Dit was echter tegen het zere been van het Duitse regime: het was te nationalistisch. Eén van de kleuren moest veranderen. Uiteindelijk werd er gekozen voor een grijze broek en mocht het tenue door. Na vaststelling van dit tenue in 1942 is het (op een paar kleine aanpassingen na) altijd hetzelfde gebleven. Het uittenue bestaat uit: een geel shirt, grijze broek en gele kousen.

## Veldhockey
Binnen de club spelen circa 20 seniorenteams en 40 jeugdteams in de districts- of bondscompetitie.
Het eerste herenteam komt sinds het seizoen 2018/2019 uit in de eerste klasse. Het eerste damesteam werd in het seizoen 2018/2019 kampioen in de tweede klasse, zodat het team sinds seizoen 2019/2020 uitkomt in de eerste klasse. Daarnaast spelen Heren 2 en Heren 3 in seizoen 2020/2021 in de reserve overgangsklasse van district Zuid-Nederland.
De eerste juniorenteams komen meestal uit in de 1e klasse of (landelijke) subtopklasse. In seizoen 2020/2021 kwamen Jongens C1 uit in de Topklasse. In de Landelijke Subtopklasse kwamen Meisjes A1 (alleen voorcompetitie), Jongens A1 (na kampioenschap in voorcompetitie) en Jongens B1 uit.

## Ander hockeyaanbod
Tijdens de winterstop wordt zaalhockey gespeeld bij de club. Voor wedstrijden en trainingen wordt er gebruik gemaakt van Sporthal de Kievit en Sporthal de Coevering in Geldrop.
Ook biedt de club een hockeyschool, funkey en trimhockey aan.